# Энергетика на Кабо-Верде
Кабо-Верде является импортером энергии, не располагая значительными ископаемыми энергетическими ресурсами. По состоянию на 2016 год на внутреннем рынке было продано 176 743 тонны топлива (около 3550 баррелей в день). В 2016 году производство электроэнергии составило 443 ГВт-ч, из которых 81 % приходится на тепловую энергию, 17 % — на энергию ветра и 1,4 % — на солнечную энергию. Основной компанией-производителем электроэнергии на Кабо-Верде является Electra (англ.). Electra обслуживает все острова Кабо-Верде, кроме Боа-Вишта, где электричество и пресная вода производятся и распределяются государственно-частной компанией Águas e Energia de Boavista. Другими более мелкими производителями электроэнергии являются Cabeólica, которая управляет 4 ветропарками, Агуас-де-Понта-Прета на острове Сал и Electric Wind на Санту-Антан.

## Возобновляемая энергия
Кабо-Верде стремится получать 50 % своей электроэнергии из возобновляемых источников энергии к 2030 году и 100 % к 2050 году. Это совпадает с целями снижения затрат на импорт энергии и помощи окружающей среде за счет сокращения выбросов парниковых газов. Страна интегрировала ветряную и солнечную энергию в свою энергетическую систему. Он также обладает потенциалом для использования новых технологий в качестве преобразования тепловой энергии океана.